# 山西杓兰
山西杓兰（学名：Cypripedium shanxiense）为兰科杓兰属下的一个种。

## 扩展阅读
- 維基物種上的相關：山西杓兰